# Valerij Garkalin
Valerij Borisovič Garkalin (in russo Валерий Борисович Гаркалин; Mosca, 11 aprile 1954 – Mosca, 20 novembre 2021) è stato un attore e regista sovietico e russo.

## Biografia

### Morte
Morì il 20 novembre 2021 all'età di 67 anni in un ospedale di Mosca a Kommunarka per complicazioni da COVID-19.

## Filmografia parziale
- Katala (1989)
- Širli-myrli (1995)
- Landyš serebristyj (2000)
- Andersen - Una vita senza amore (2006)